# ニシローランドゴリラ
ニシローランドゴリラ（学名：Gorilla gorilla gorilla）は、中央アフリカ：アンゴラ、カメルーン、中央アフリカ共和国、コンゴ共和国、コンゴ民主共和国、赤道ギニア、ガボンの山地、一次林、二次林、低地の沼地に生息するニシゴリラの2亜種の一つで、絶滅危惧種。ニシゴリラの基亜種で、ゴリラの4亜種では最小。
動物園での個体数は約4000頭で、最も多く飼育されている亜種である。

## 説明

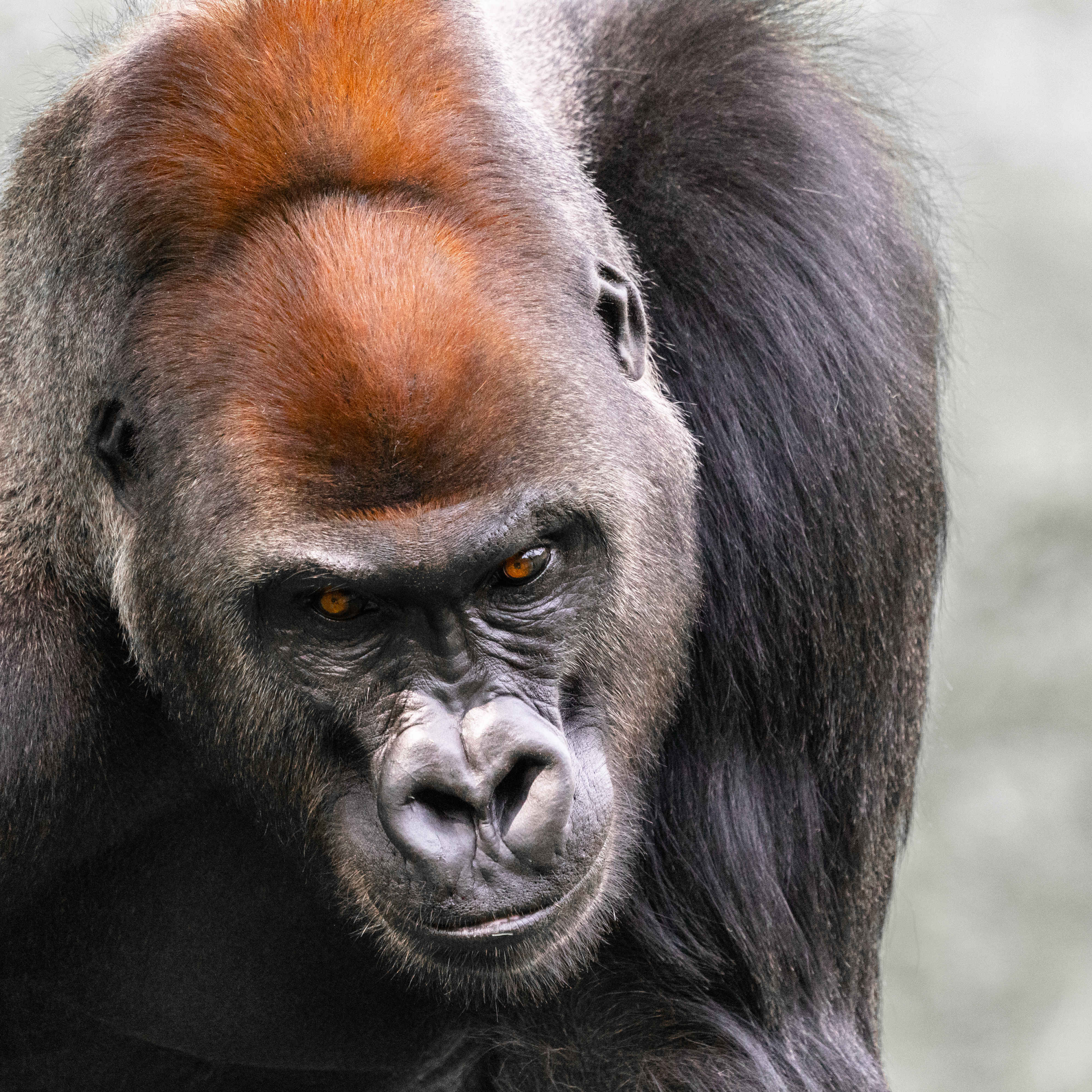
ドイツのライプツィヒ動物園の個体

オスの骨格標本

本亜種はゴリラの中では最小だが、それでも並外れた大きさと力強さを持つ。顕著な性的二形性を示す。尾は無く、肌は黒色で、顔、耳、手、足を除く全身が粗い黒い毛で覆われる。オスの背中と尻の毛は灰色になり、加齢とともに脱毛する。この体色により、成体のオスは「シルバーバック」と呼ばれる。手は大きく、ヒトと同様に全ての指に爪があり、親指が非常に大きい。あまり突き出ない口、目立つ眉の隆起、大きな鼻孔、小さな目と耳を持つ。顎の筋肉が大きく、歯は幅広く丈夫である。果物や野菜をすり潰すための、強力な犬歯と口の奥の大きな臼歯がある。
オスの平均体重は140 kg、メスは90 kg。飼育下のオスでは体重275 kgに達し、最大体重は300kgを超える。直立するとオスは1.67 m、メスは1.5 m。ハウレッツ動物園のオーナーであるジョン・アスピナルは、全盛期のシルバーバックはオリンピックの重量挙げ選手7、8人分の体力があると主張したが、検証されてはいない。しばしば直立するが、ナックルウォーキングと呼ばれる、両手を丸め、指の関節を地面につけて、前かがみの四足歩行で歩く。この動きには長い腕が必要で、実際両腕を広げた長さは、直立時の身長よりも長い。寿命は通常35 - 40年だが、飼育下では50年以上生きた記録もある。

### アルビノ

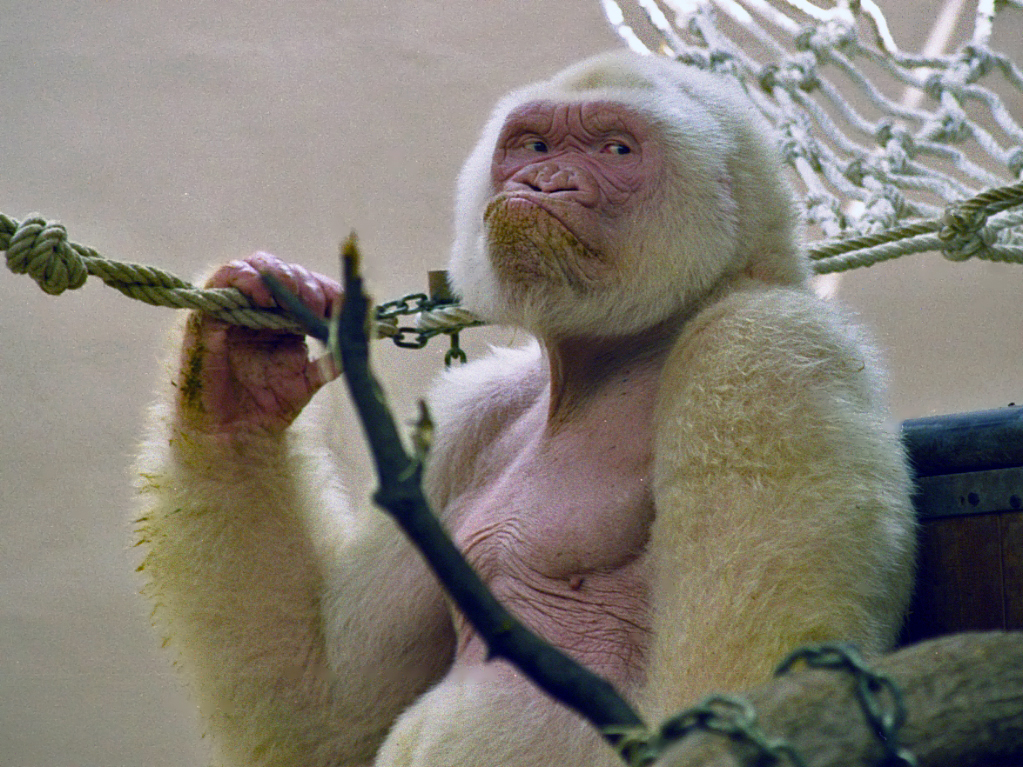
スノーフレーク

スノーフレークと名付けられた唯一の既知のアルビノの個体は、赤道ギニアの野生生まれのオスである。1966年、若い時に保護され、バルセロナ動物園に連れてこられた。白い毛、ピンクがかった肌、明るい色の目、視覚の低下、羞明など、典型的なアルビノの特徴、特性を示し、先天性白皮症と診断された。スノーフレークのアルビノの遺伝的変異は、 科学者によってSLC45A2タンパク質の細胞表面受容体に位置する非同義一塩基多型と判明した。このタンパク質は、ヒトの白皮症にも関与していることが知られている。この遺伝子は劣性対立遺伝子であり、両親は叔父と姪の関係でともに保有しており、これによりニシローランドゴリラの近親交配の証拠が初めて明らかになった。

## 行動

### 社会構造
本亜種の群れの行動範囲は、通常8 - 45 km2 である。縄張り意識を示さず、隣接する群れの行動範囲が重複していることがよくある。この群れは通常、行動範囲内の特定の地域を好むが、熟した果実や、場所によっては沼地など局所的に広く開けた空き地の利用可能性に応じて、季節的なパターンに従う。通常、1日に 3 - 5 km移動する。空間的および季節的に変化する、エネルギーの多い食物を摂食している群れは、エネルギーは少ないが安定して入手可能な食物を摂食している群れよりも1日の移動距離が長い傾向がある。群れが大きくなると、十分な食料を得るために、移動距離はより長くなる。
オスは性成熟する年齢に達する前に、生まれた群れを離れ、単独または繁殖しない群れで数年間続く「独身期」を経て、その間は単独で行動したり、群れの間を移動したりする。雌雄ともに生まれた群れを離れるが、メスは常に繁殖する群れの一員である。オスは家族の他のオスと一緒に生活することを好む。繁殖する群れは、シルバーバックのオス1頭、成熟したメス3頭とその子孫で構成される。オスは保護者の役割を果たす。メスは繁殖する群れ内の他のメスとのみ絆を結ぶ傾向があるが、オスとは強い絆を結ぶ。オスはメスとの接触を求めて積極的に競う。
群れは1頭または複数の成体オスによって率いられる。群れの中に複数のシルバーバックのオスがいる場合、おそらく父親と息子である。オスが1頭のみの群れが社会集団の基本単位であると考えられており、繁殖や新たな個体の流入によって徐々に群れは大きくなる。ロペ国立公園で行われた研究では、ゴリラは食物のほとんどを樹上で収穫しているが、夜の間に作られる巣が樹上に作られることは半分以下である。地上で発見されることが多く、群れは最大30 頭。本亜種の群れのサイズはゴリラの中では最小で、平均 4 - 8 頭である。群れのリーダーであるシルバーバックは、行動範囲内での食事、巣作り、移動などの活動をまとめる。群れのリーダーに挑戦する個体は、驚異的な身体能力を見せつけられ、屈服させられることが多い。直立して物を投げたり、攻撃的な突進をしたり、開いた手や丸めた手で大きな胸を叩きながら、力強い鳴き声を上げたり、恐ろしい雄叫びを上げたりすることがある。このような行動と身体能力にもかかわらず、一般的に穏やかで、邪魔されない限りは攻撃的ではない。3歳から6歳の若い個体は、人間の観察者に子供を思い出させる。彼らは一日のほとんどを遊びに費やし、木に登ったり、お互いを追いかけたり、枝にぶら下がったりする
。

### 繁殖
メスは8歳か9歳になるまで性成熟に達しないため、あまり子孫を残さない。メスはほぼ9ヶ月の妊娠期間を経て1頭の子を産む。妊娠の兆候は示さない。力強い両親とは異なり、新生児は体重1.8 kg と小さいが、母親の毛皮にしがみつくことができる。子は生後4ヶ月から2 - 3歳まで母親の背中に乗る。最長で5年間母親に依存する。
飼育下のメスの300頭以上の出産を調べた研究では、8歳未満のメスに比べ、高齢のメスの方がより多くのオスの子を産む傾向があることが明らかになった。オスの繁殖成功率はメスよりもばらつきが大きく、母親により依存するため、メスが最も効果的に養育できる時期にオスを生むよう、メスに対する選択圧が働いたと考えられる。

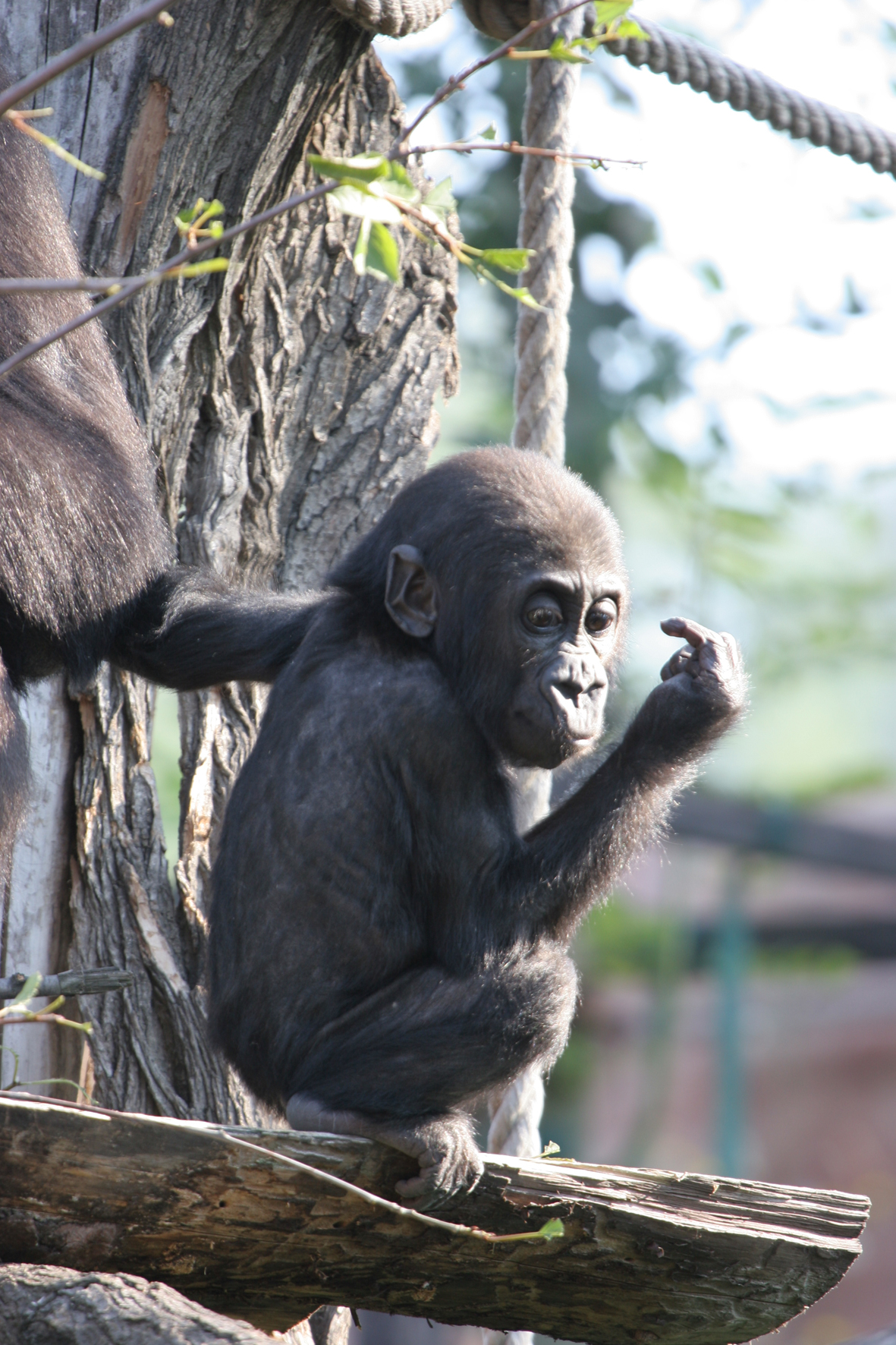
プラハ動物園の子供

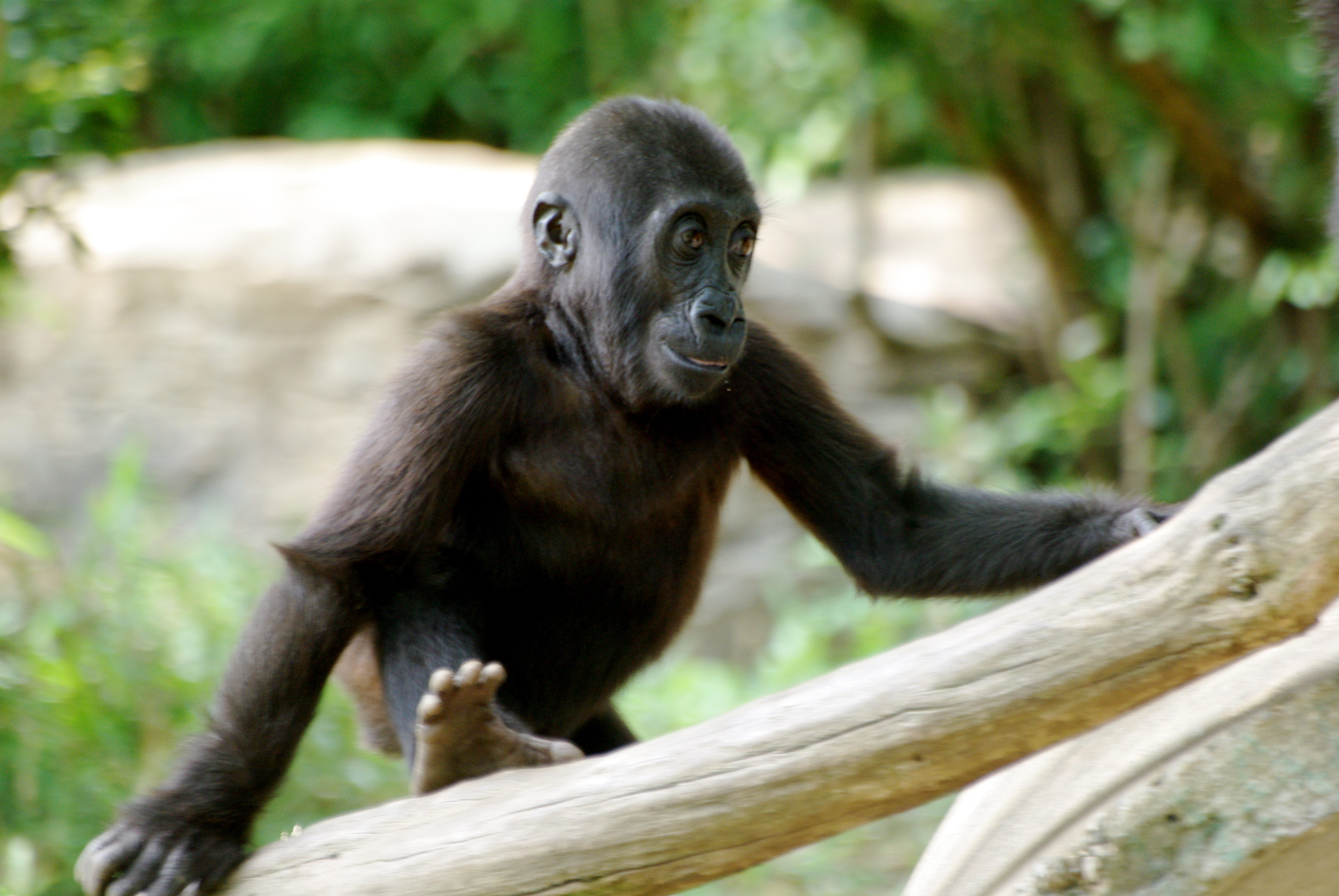
ワシントンD.C.のスミソニアン動物園の若い個体

1頭のオスが率いる群れで暮らすメスは、生殖周期のすべての段階および非生殖期間中に性行動を示すことが観察されている。4分の3のメスが妊娠中に、3分の2が授乳中に性行動を行うことが観察されている。メスは別のメスが性的に活発な日に、性行動や活動に関与する可能性が大幅に高くなる。メスは性的競争を通じて繁殖の成功率を高めるために、非繁殖的な性行動に参加する。メスは自身の生殖成功率を高めることで、生殖状態に関係なく、他のメスゴリラの生殖成功率を低下させる。
成体のオスによる子殺しが時折観察され、自分と血縁関係のない個体に対して行われる。母親が幼い子供を育てている間には出来ない、交尾する機会を得るためである。

## 知能

### 道具の使用
天然の素材を用い、道具に作り替えて食物を集める際に使用する。アリやシロアリを巣から取り出す際に道具を用いる行為は、野生のチンパンジーでは観察されているが、野生の他の類人猿、飼育下の他の霊長類では観察されたことは無い。

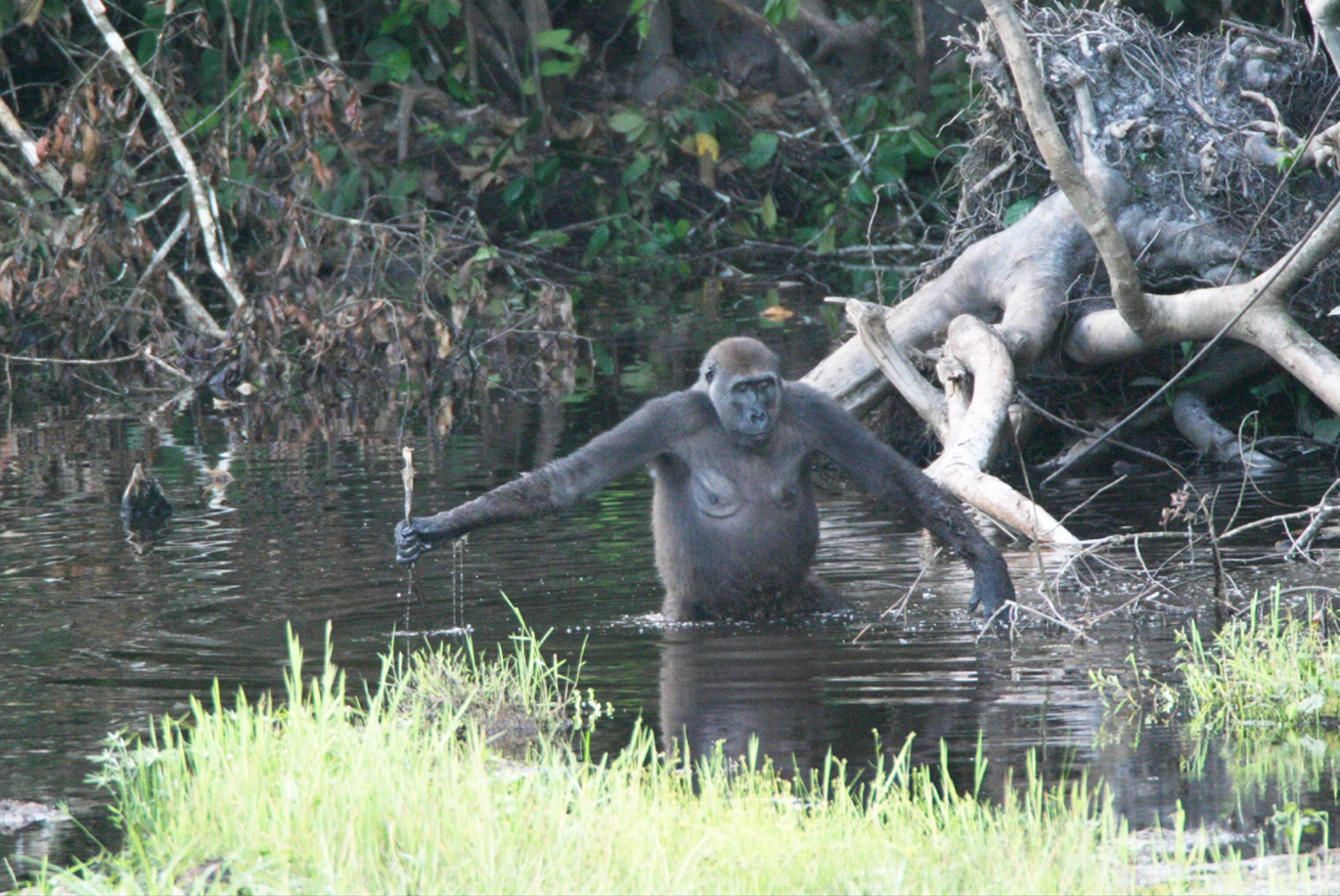
コンゴ共和国北部のヌアバレ=ンドキ国立公園で木の枝を使い水深を測るメス

枝を選び、葉や樹皮などの突起物を取り除いたり、穴の深さに合わせて長さを調整したりすることで、道具を特定の用途に適応させることができる。道具の使用についても計画しているようで、入手可能な最大の棒から始めて、食物が入っている穴に挿入するのに完璧にフィットするまで徐々に改良していく。これは人間の子供と同様の、高度な感覚運動的知能を獲得していることを示している。
棒を使って水深を測る様子が観察されている。2009年、バッファロー動物園の個体がバケツを使って水を汲んだ。実験では、成体オス1頭と成体メス3頭にバケツをプールの近くで与えた。メスのうち2頭はバケツに水を入れることができ、これはゴリラが動物園で水を飲むための道具を自発的に使用した最初の記録である。

### コミュニケーション
ゴリラの優れた知性のもう1つの例は、簡単な手話を理解する能力である。1970年代半ば、研究者たちは手話によるゴリラとのコミュニケーションに注目した。ココというゴリラは、 1971年7月4日にサンフランシスコ動物園で生まれ、フランシーヌ・パターソンは、ココに手話を教えることを目的として、1972年7月12日に正式にココと実験を始めた。当初、パターソンはココに「食べ物」、「飲み物」、「もっと」という 3 つの基本的なサインだけを教えることに重点を置いた。ココはパターソンやその同僚に正しい手話を教わり、観察することで手話を学んだ。8月7日、パターソンはココに正式な日課としてこれら3つのサインを教え始めた。それ以前の数週間、ココは教えられたサインを試みているかのようなジェスチャーをしていたが、それらは偶然であり、意図したものではないとされた。正式な日課を始めてからわずか2日後、ココは促されたときに一貫して「食べ物」というサインで反応するようになった。最初の3か月以内に、ココは16の異なるサインの組み合わせを作成し、アイコンタクトやサインの位置の違いを使用することで、簡単な質問をし始めた。ココは1,000以上のサインをマスターし、最大8つの単語を組み合わせて、欲求、ニーズ、考え、または簡単な応答を表すことができると言われている。
人間に物を与え、交換する能力を調べた研究が行われている。人間が果物、葉、ピーナッツなどの物を片手に持ち、ゴリラが人間に小枝を与えると、ゴリラはこれらの物のいずれかを受け取ることができる。実験開始時にゴリラが犯したミスは徐々に減少し、ゴリラは報酬を受け取ることをすぐに学習することが示された。

## 生態

### 生息地
主に熱帯雨林、湿地林、藪、二次植生、開拓地や林縁、放棄された農地、川沿いの森林に生息している。海抜1,300 mまでの一次および二次低地熱帯林で見られる。生息域の平均降水量は年間約1,500 mmで、雨量が最も多くなるのは8月から11月。人里や村に近い地域では観察されず、人間の活動の痕跡が見られる道路や農場のある地域を避けることが知られている。食用植物がより豊富にある地域を好み、湿地林は重要な食料源および生息地と考えられている。これらの地域は雨季と乾季の両方でゴリラを支えている。現在、コンゴ共和国の森林に大部分が生息していると考えられており、隔離された広大な湿地帯の森林によってゴリラは保護されている。

### 食性
主に草食であり、中央アフリカと西アフリカの森林に自生する植物の根、新芽、果実、野生のオランダミツバ属、樹皮、果肉を主食とする。雨季には一般的に果物を食べる。乾季には肉厚の果物はあまり食べなくなるが、他の果物は食べ続ける。好みの果物が不作の年には、消費する果物の種数は増える。時々昆虫を食べる。草本の茎から食物繊維を得る。
重要な食物は次の3つのカテゴリに分類される。年間を通じて毎日/毎週食べる主食、入手可能な時期の食料の多くを占める季節の食事、常に入手できるが、果物が不足する月に主に食べられる食事。成体は1日に約18 kgの餌を食べる。食物を求めて高さ15 mまでの木に登る。植生が再成長することで、限られた範囲内に長期間留まることができるため、単一の地域から植生を完全に無くすことは無い。
果物と葉を組み合わせて食べ、季節に応じて栄養のバランスをとる。熟した果物が手に入る時期には、果物を多く食べる傾向がある。熟した果実が不足すると、主に葉、ハーブ、樹皮を食べる。7月と8月の雨季に果物が熟し、乾季には熟した果実が不足する。エネルギー源として糖分を多く含む果物を選び、食物繊維も摂る。

## 人との関わり
ニシローランドゴリラの存在により、ゴリラが人間の病気、行動、生活の言語的および心理的側面に関して人間とどのように比較されるかを研究することが可能になった。アフリカでは皮や肉を目的に違法に狩猟され、動物園に販売されるために捕獲されている。レストランや地元住民にとっては経済的に有益であるとされている一方で、そのような狩猟は本亜種の減少の要因の一つとなっている。プランテーションを襲い、貴重な作物を破壊するため、アフリカ西部では作物の害獣とみなされることがある。

### 脅威

#### 狩猟と生息地の破壊
熱帯林では、ブッシュミートとして食用にするために狩猟されている。森林伐採は生息地を破壊するが、森林に隙間が出来ることで草本植物が増える可能性もある。ゴリラの生息地の破壊は、森林の生態系全体に悪影響を与える可能性がある。ゴリラは種子を散布する役割を果たしており、多くの森林の動物にとって有益であるため、ゴリラの減少は他の多くの動物に影響を与え、やがて現在の生態系を破壊する可能性がある。

#### 個体数の減少と回復

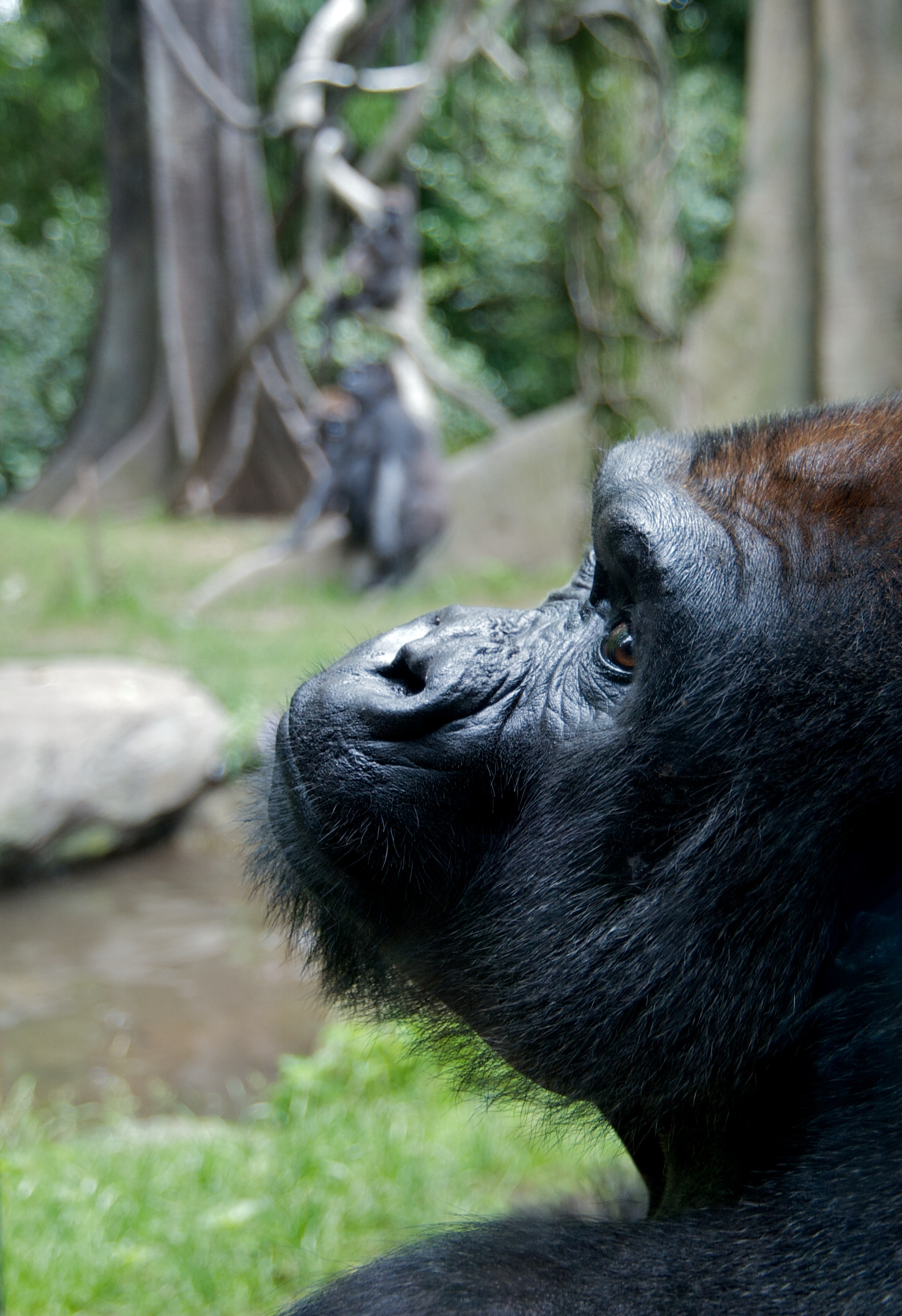
ブロンクス動物園の個体

野生のニシローランドゴリラは、生存を脅かす多くの脅威に直面している。森林破壊、農業、放牧、人間の居住地の拡大などである。生息地の破壊や狩猟の増加など、人間の活動には相関関係がある。一般的にメスは10 - 12歳で成熟し、早くても7 - 8歳である。オスの成熟はより遅く、15 - 20 歳未満で繁殖できるほど強いことはほとんど無い。雌の繁殖力は18歳までに低下するようである。飼育下の生殖可能な雌のうち、約30%は一度しか出産していない。しかし繁殖をしないゴリラであっても、生殖補助技術の使用により、動物園の限られた個体群の遺伝的多様性を維持するのに役立つ可能性がある。

### 保全

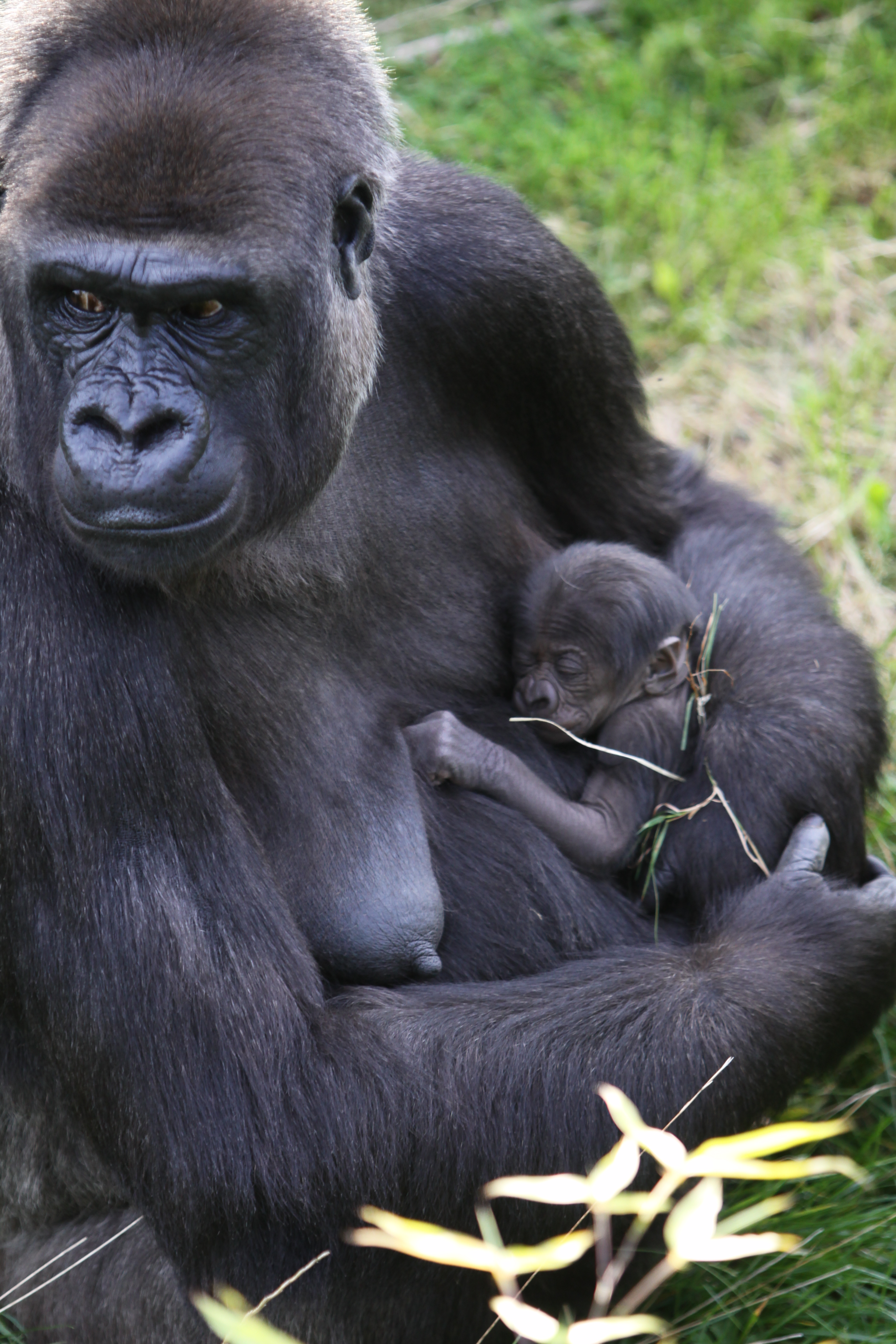
ジャージー動物園で生まれた子を抱くメス

1980年代の個体数調査では、個体数は10万頭であると推定された。研究者らは後に密猟と病気のため、この数字を半分以下に調整した。 2006年と2007年に北米野生動物保護協会が実施した調査では、これまで報告されていなかった約125,000頭のゴリラが、コンゴ共和国のテレ湖地域保護区の湿地林と近隣の乾燥したクズウコン科の森林に生息していることが判明した。しかし、依然としてエボラ出血熱、森林破壊、密猟の脅威にさらされている。2018年、従来の推定より多い36万1900頭が生息すると分かった。
コンゴ共和国では2002年と2003年にはロッシゴリラ保護区で、2004年にはオザラ・コクア国立公園でエボラ出血熱の流行があった。2004年のエボラ出血熱の流行は、単独行動のオスよりも群れの個体と成体メスに悪影響を及ぼし、その結果単独行動のオスの割合が増加した。この地域の個体数は、発生から2年後には377頭から38頭に、6年後には40頭に減少した。現在は繁殖のおかげで、個体数は徐々に回復している。このエボラ出血熱の流行は北方の群れにも影響を与え、400頭から大幅に減少した。こうした病気の流行のため、国際自然保護連合（IUCN）はニシローランドゴリラを絶滅危惧種から近絶滅種に更新した。
コンゴ共和国の北東部では、密猟が違法であるにもかかわらず、食用や飼育の為、今も狩猟されている。これにより本亜種の5 %が毎年殺されている。森林伐採により、狩猟は増加している。コンゴ共和国におけるチンパンジー、マルミミゾウ、ニシゴリラの密猟は、森林伐採とインフラの整備に起因している。森林伐採や道路の建設により、密猟者が森の奥深くまで侵入できるようになり、密猟とブッシュミートの取引量が増加した。コンゴ共和国は、これらの種を密猟や森林伐採から守る保全活動を実施している。この保全活動により、これらの種は植生や生態学的に重要な資源から恩恵を受けることができる。
狩猟と森林伐採はゴリラの生存確率に悪影響を及ぼしている。IUCNによって近絶滅種に指定されている。多くのゴリラと同様、種子の散布により熱帯雨林の構成に不可欠である。本亜種の保護は多くの団体によって優先事項として掲げられ、北米野生動物保護協会 (WCS) は、コンゴ盆地の地元コミュニティと協力して野生動物管理プログラムを確立してきた。WCSはコンゴとその周辺国でも、法律や狩猟制限を施行することでブッシュミートの取引を制限するとともに、地元の人々が新たな食料を見つけるのを支援する活動も行っている。
世界中の動物園で約4000頭が飼育されており、シンシナティ動物園は特に繁殖に力を入れている。

## 飼育下

### ストレス
ストレスは、生殖サイクルと生殖行動の変化、免疫反応の低下、ホルモンと成長レベルの混乱、体重の減少、異常な活動と攻撃性、探索能力の低下、隠れることの増加など、飼育下個体の生理的、行動的な問題を慢性的に引き起こすことが知られている。このようなストレスは、音、光、臭い、温度と湿度、囲いの材質、展示場のサイズ、適切な隠れ場所の欠如、人間との接近、日常的な飼育と給餌の状態、異常な群れによって引き起こされる可能性がある。展示窓の内部と外部両方にプライバシースクリーンを使用すると、高い群衆密度によるストレスが軽減され、常同行動の減少につながることが示されている。クラシック音楽やロック音楽、あるいは群衆の騒音や機械の音とは対照的に、自然な聴覚刺激を再生すると、ストレス行動も軽減されることが注目されている。展示床にクローバーの干し草を追加し、餌の変更と採食エンリッチメントを行った結果、常同行動を減少させると同時に、食に関連する積極的な行動が増加した。

### 常同行動
常同行動とは異常で強迫的な行動で、飼育下の霊長類が、野生で観察される行動から逸脱した行動を示すことはよくある。飼育下のゴリラでは、吐き戻し、再摂取、食糞などの摂食障害、自傷行為や他個体への攻撃、歩き回り、揺さぶり、指をしゃぶる、唇を鳴らす、過度のグルーミングなどが含まれる。訪問者に対する警戒行動として、向かって構え、突進することが知られる。若いシルバーバックを含む独身個体の群れは、年齢や性別の混合した群れよりも攻撃性と負傷率が著しく高い。
特に多いものは毛をむしる行為で、これは多くの種類の哺乳類や鳥類で発生する。研究によると、米国動物園水族館協会 (AZA) の加盟施設のニシローランドゴリラのうち、調査対象個体群の15 %が毛をむしる行為を示し、全施設の62 %に毛をむしる個体が居た。個々のゴリラ、特に単独行動の多いゴリラは、まだ成熟していないときに群れの他の個体に毛をむしられると、自分で指を使って毛をむしり、その行動を身につける可能性が高まる。
飼育下のゴリラの福祉に関する最近の研究では、さまざまな要因に基づいて福祉がどのように増減するかを理解するために、群れ全体へのアプローチではなく、個体ごとの評価に移行する必要性が強調されている。年齢、性別、性格、来歴など個体ごとの特徴を理解し、ストレス要因が個々のゴリラに与える影響を評価する必要がある。

## 遺伝学
ゴリラの遺伝子が解読されたのは、類人猿では最後から二番目であった。解析は2012年に行われた。これにより、科学者は人類の進化と起源についてさらなる洞察を得た。チンパンジーは現存するヒトに最も近い近縁種だが、ヒトゲノムの15 %がゴリラのゲノムによく似ていることが判明した。さらにゴリラのゲノムの30 %はヒトよりチンパンジーに近い。これはコード遺伝子の周囲では稀であり、類人猿の進化を通じて選択が行われたことを示しており、遺伝子発現に機能的な影響を及ぼしている。ゴリラのゲノム分析により、聴覚遺伝子の急速な進化はゴリラでも起こったため、聴覚遺伝子の進化により人間にも言語が生じたという考えに疑問が投げかけられた。
2013年には、配列決定を使用してゴリラの遺伝的多様性をより深く理解するための研究が実施された。この研究は、飼育下にある12頭のニシローランドゴリラと2頭のヒガシローランドゴリラのサンプルが用いられた。ニシローランドゴリラはホモ接合よりもヘテロ接合の方が多いことが分かった。ほとんどの純粋な（つまり近交系ではない）ニシローランドゴリラのホモ/ヘテロ結合比は0.5 - 0.7である。
さらに、ニシローランドゴリラの対立遺伝子周波数スペクトル (AFS) の分析を試みた。AFSの知識は人口統計と進化の過程に関する情報を提供するのに役立つからである。AFSは、ニシローランドゴリラには希少な対立遺伝子の欠損があると判断した。

## 病気
ニシローランドゴリラは、人獣共通感染症であるAIDSの感染源の1つであると考えられている。彼らに感染するSIV（サル免疫不全ウイルス）は、 HIV-1 の特定の株に似ている。 HIV-1 は大きな河川に由来する系統地理学的な感染を示す。これにより、ウイルスのクレードのうち2つの地理的起源を正確に特定することができる。カメルーン南部ではニシローランドゴリラの集団の糞便検査が行われた。2,934 件のゴリラのサンプルのうち、70 件が少なくとも1つのHIV-1 抗原と反応しました。これらのサンプルは、すべてカメルーン南部にある4つの現場から採取された。
AIDS の起源は、アフリカの40種以上の霊長類に感染することが知られているウイルスに関連していると考えられている。HIV-1 は4つの系統で構成されており、これらはある時点でSIV (サル免疫不全ウイルス) の種間感染を経て独立した。サル免疫不全ウイルスは、ゴリラやチンパンジーなどのアフリカのさまざまな霊長類に感染した。
病気はニシローランドゴリラの生存の要因でもある。アフリカ西部および中央部でエボラ出血熱が流行し、ニシローランドゴリラの死亡率は90％以上であった。2003年から 2004年にかけて、2つの流行病がニシローランドゴリラに感染し、個体数の3分の2が消滅した。この流行はコンゴ共和国で現地の霊長類学者らによって監視されており、ブッシュミートとの接触を通じて人間にも感染が広がった。これにより、世界自然保護連合はニシローランドゴリラを近絶滅種に指定した。マラリアはニシローランドゴリラにも生じている問題で、51個の糞便サンプルのうち、25個にマラリア原虫DNA が存在した。寄生性の原生動物 Plasmodium の亜属である Laverania が、これらの研究で発見された。感染の原因はマラリア原虫を媒介するハマダラカである。
野生のニシローランドゴリラは、ギニアショウガの種子を摂取することが知られており、その種子を摂取することで心臓血管の健康状態が健康に改善されるようだ。動物園のニシローランドゴリラが時折心臓血管の健康状態を悪化させるのは、これらの種子が入手できないためであると推測されている。大人のオスのゴリラは、心臓疾患である線維化性心筋症になりやすい。

## 画像

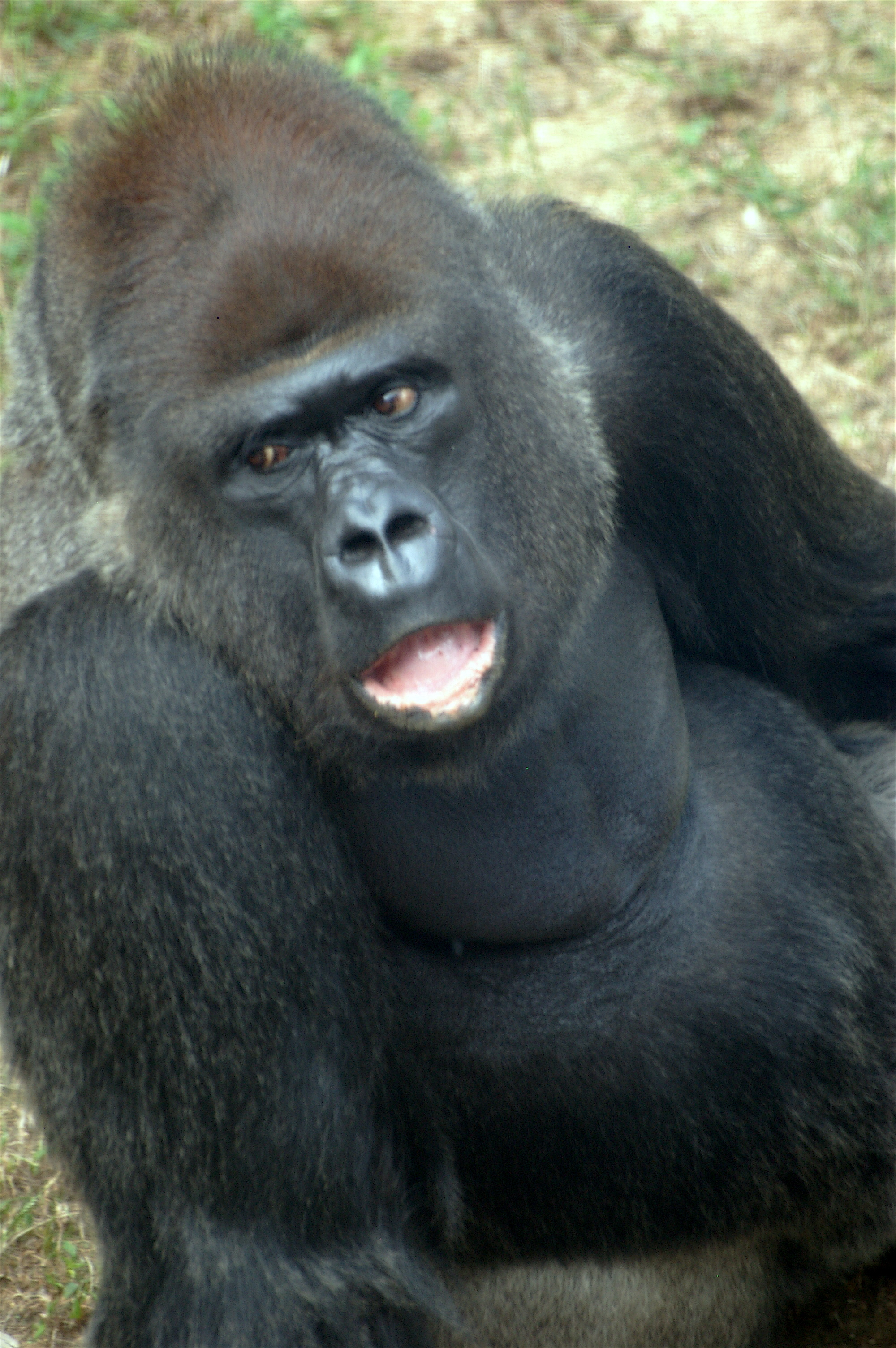
王子動物園の個体
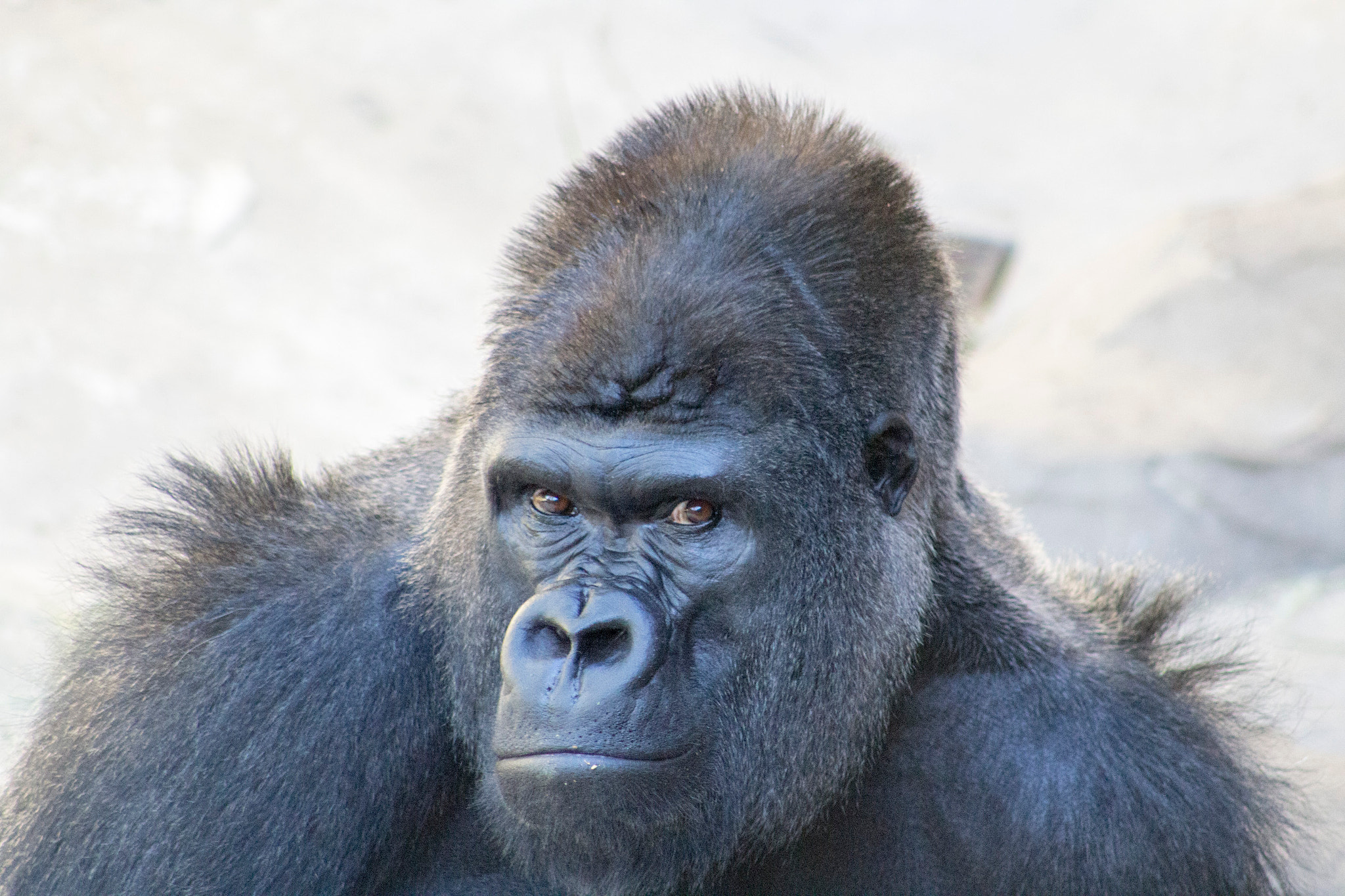
サンタバーバラ動物園の個体
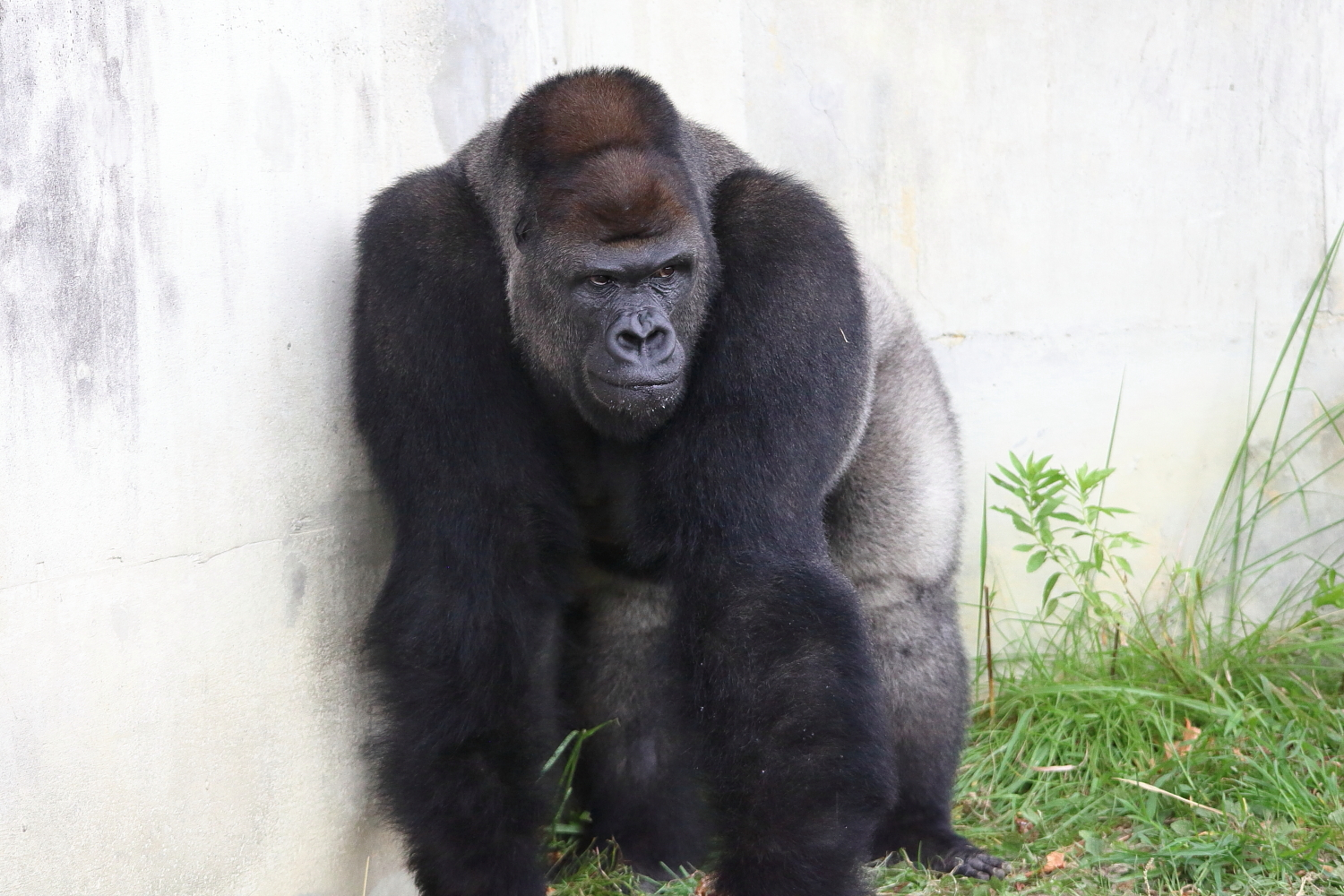
東山動植物園のシャバーニ